# Lusthushögen

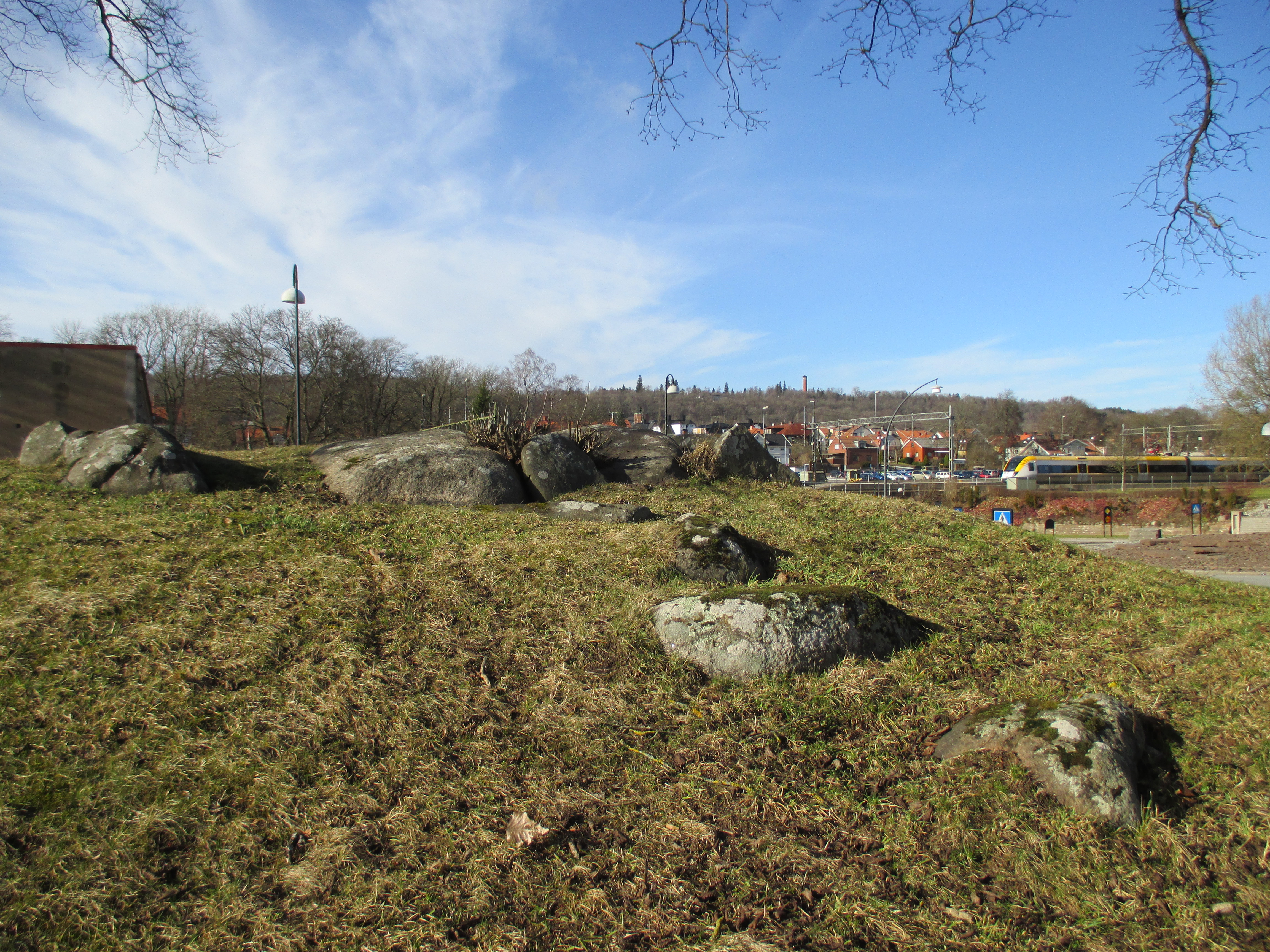
Lusthushögen

Das Ganggrab (schwedisch Ganggrift) Lusthushögen (RAÄ-Nummer Falköping 19:1) an der Bangatan (Straße) in Falköping im Falbygden in der Provinz Västergötland in Schweden wurde nach einem Pavillon benannt, der sich auf dem Gelände befand, als es im Jahr 1868 untersucht wurde. Es entstand zwischen 3500 und 2800 v. Chr. als Megalithanlage der Trichterbecherkultur (TBK). Das Ganggrab ist eine Bauform jungsteinzeitlicher Megalithanlagen, die aus einer Kammer und einem baulich abgesetzten, lateralen Gang besteht. Diese Form ist primär in Dänemark, Deutschland und Skandinavien, sowie vereinzelt in Frankreich und den Niederlanden zu finden.

## Beschreibung
Es befindet sich in einem 2 m hohen Hügel, aus dem vier große Decksteine aus Granit und einzelne Gangsteine ragen. Der Hügel hatte zunächst mehr als 25 Meter Durchmesser, wurde aber durch nahe Bebauung (u. a. ein Kreisverkehr) reduziert.
Bei der Ausgrabung fand man mehrere menschliche Skelette. 
Zu den weiteren Funden gehören unter anderem: 7 Feuersteinmesser, 2 Lanzenspitzen aus Feuerstein, 4 Pfeilspitzen, 2 halbmondförmige Feuersteinschaber, 1 Steinbeil mit Griffloch sowie 3 Tonurnen.
Südwestlich vom Ganggrab gab es bis ins späte 19. Jahrhundert zwei Steinkisten Smedje Kullen-Nr. 2 und 3, die von Oscar Almgren (1869–1945) untersucht wurden. Man fand die Überreste eines Kalkofens, den jemand in der Megalithanlage aufgestellt hatte, und Reste eines alten Schweinestalls, der dann zu einer Müllkippe wurde.